# مدترونیک
مدترونیک (به انگلیسی: Medtronic) شرکت تجهیزات پزشکی آمریکایی است، که در زمینه توسعه و ساخت دستگاه‌های درمان نارسایی قلب، پارکینسون، دیابت، چاقی مرضی و دردهای مزمن، همچنین پمپ‌های انسولین، چکمیزک و نشانگان داون فعالیت می‌نماید.
شرکت مدترونیک در سال ۱۹۴۹ توسط ارل باکن در مینیاپولیس تأسیس شد و هم‌اکنون محصولات خود را در ۱۶۰ کشور عرضه می‌دارد و به‌عنوان بزرگ‌ترین شرکت تولید تجهیزات و فناوری پزشکی در جهان شناخته می‌شود.
دفتر مرکزی این شرکت در دوبلین، ایرلند و مرکز عملیاتی آن در شهر مینه‌سوتا، ایالات متحده آمریکا قرار دارد و بخشی از سهام آن در بازار بورس نیویورک معامله می‌شود.

## تاریخچه
شرکت مدترونیک در سال ۱۹۴۹ توسط ارل باکن در شهر مینیاپولیس، ایالات متحده تأسیس شد.

## محصولات
محصولات شرکت در این زمینه‌ها می‌باشد: تجهیزات جراحی، تجهیزات قلبی، تجهیزات دیابت، تجهیزات گوارش، تجهیزات نورولوژی، مانیتورینگ، تجهیزات تنفسی، دستگاه دیالیز. شناخته‌ترین محصول مدترونیک پیس میکر می‌باشد. اولین محصول این شرکت نیز یک پیس میکر باتری خور بوده است. محصولات مدترونیک، در بیش از ۱۵۰ کشور جهان، عرضه می‌شود. این شرکت در مجموع ۳۱ آزمایشگاه پیشرفته برای تحقیقات، و ۱۰٬۷۰۰ نفر نیروی انسانی مهندس دارد.

## درآمد
شرکت مدترونیک در صدر لیست پردرآمدترین شرکت‌های تجهیزات پزشکی تا سال ۲۰۱۸ در جهان است. این شرکت در سال ۲۰۱۷ درآمد قابل توجه ای نزدیک به ۳۰ میلیارد دلار داشته است. درآمد مدترونیک در مقایسه با آمارهای سال ۲۰۱۶، سه درصد افزایش داشته و گزارش داده که این افزایش ناشی از رشد متعادل و متنوع در همه گروه‌ها و مناطق است. البته بخشی از این افزایش درآمد ناشی از تثبیت خرید کمپانی کاویدین می‌باشد، که در سال ۲۰۱۵ شرکت آن را به ارزش ۵۰ میلیون دلار خرید و برای پرداخت کمتر مالیات دفتر مرکزی را به ایرلند انتقال داد. مدترونیک در سال ۲۰۲۰، درآمدی حدود ۲۹ میلیارد دلار کسب کرده است.